# La Chaux-de-Fonds (stad)
La Chaux-de-Fonds is een stad in Zwitserland, gelegen in het kanton Neuchâtel, in het Juragebergte. De stad is bekend om zijn horloge-industrie, architectuur en zijn sportieve en culturele instellingen.

## Geografie
De stad is met bijna 37.000 inwoners (31-12-2020) de elfde stad van Zwitserland, na Genève en Lausanne de derde van het Franssprekende gedeelte (Romandië). Na Davos is het, op 1000 meter hoogte, de hoogstgelegen stad van Zwitserland.
La Chaux-de-Fonds ligt in een dal van het Juragebergte, op een kleine 10 kilometer van de Franse grens. Het laagste punt, Avenue Leopold-Robert, ligt op 991 meter, en het hoogste punt op 1100 meter.

## Geschiedenis
De gemeente La Chaux-de-Fonds werd in 1656 gesticht. Een brand verwoestte in 1794 een groot deel van de stad, waarna ze grotendeels herbouwd werd in de vorm van een dambord, met straten die horizontaal en verticaal van elkaar liggen. Dit gebeurde in een destijds populaire stijl, Die Sonnebau: men bouwde in de richting van de zon.
De belangrijkste straat is de Avenue Leopold-Robert (in de volksmond 'Le Pod'), ruim 3 kilometer lang en in tweeën gedeeld door een bomenrij die elk jaar op een hoogte van precies 1000 meter boven zeeniveau gesnoeid wordt.
La Chaux-de-Fonds was de hoofdplaats van het gelijknamige district tot op 31 december 2017 de districten van het kanton Neuchâtel werden afgeschaft.

## Economie
Het maken van klokken en horloges is de grote drijfveer van de stad. Zo levert de Fonderie Sandoz (een plaatselijke horlogemakerij) klokken aan de organisatie van de Olympische Spelen: deze klokken worden gebruikt tijdens schaatswedstrijden.
Gerenommeerde bedrijven zoals Tag Heuer (tijdmetingen) en Girard-Perregaux (horloges) zijn in de gemeente gevestigd. Tissot en Longines, bekende horlogemerken, hebben productiefaciliteiten en kantoren in de nabije omgeving gevestigd.

## Politiek
Het stadsbestuur (Conseil Communal) bestaat sinds 1936 uit vijf leden. De wetgevende macht (Conseil General) bestaat uit 41 leden. De linkse partijen hebben sinds 1912 de meerderheid.

## Bevolking
Het grootste deel van de bevolking heeft de Zwitserse nationaliteit. Er bestaan Italiaanse, Spaanse en Portugese gemeenschappen. De voertaal is Frans. Men beschouwt zich op de eerste plaats als inwoner van 'Le Haut' (het 'hoge' gedeelte van het kanton Neuchâtel; de bergen).

## Cultuur en sport
De stad beschikt over vijf bioscopen en vier theaters.
Elk jaar wordt de Street Hockey Cup, het grootste toernooi van Europa op dit gebied, georganiseerd.
In 1966 speelde de plaatselijke voetbalclub tegen Feyenoord. De wedstrijd tussen La Chaux de Fonds en Feyenoord in poule A1 van het Intertoto-toernooi werd op 11 juni 1966 afgewerkt. Opvallend aan de wedstrijd was dat deze nooit werd uitgespeeld vanwege dichte mist. De tussenstand was op dat moment 1-2 voor Feyenoord. Aangezien beide ploegen kansloos waren voor de volgende ronde werd het resultaat uit de boeken verwijderd.

## Transport
De stad is via een autotunnel onder de Vue des Alpes verbonden met Neuchâtel (15 km). Verder leiden er regionale wegen in de richting van Le Locle en de Franse steden Besançon, Belfort, Delémont, Bazel en Biel.
Het treinstation van La Chaux-de-Fonds is een knooppunt van regionale treindiensten. De Chemin de Fer du Jura (CJ) brengt reizigers naar Saignelégier, hoofdstad van Franches-Montagnes. De Transports Regionaux Neuchâtelois (TRN) leidt naar La Sagne en les Ponts-de-Martel. Voorts zijn er rechtstreekse treinverbindingen met Neuchâtel. De stad beschikt ook over een grotendeels uit trolleybussen bestaand netwerk van stadsbussen. Deze bussen bedienen eveneens naburige dorpen en buurtschappen.
Nabij les Eplatures is een regionaal vliegveld voor privé of zakelijk vliegverkeer. Het ligt net buiten de stad op enkele kilometers van het centrum.

## Musea
- Musee international de l'horlogerie : internationaal klokken- en horlogemuseum.
- Musee paysan & artisanal : toont hoe een lokale boer leeft, vroeger en nu.
- Musee d' histoire : over de geschiedenis van de stad en zijn inwoners
- Musee des beaux-Arts : kunstmuseum
- Musee d' histoire naturelle et parc zoologique : levende en opgezette dieren
- Maison Le Corbusier : het huis waar deze beroemde architect geboren is

## Toerisme
La Chaux-de-Fonds maakt deel uit van Watch-Valley, de toeristische naam van het kanton Neuchâtel die verwijst naar de productie van klokken en horloges. In 2009 werd La Chaux-de-Fonds samen met Le Locle door UNESCO op de Werelderfgoedlijst geplaatst vanwege de specifieke stadsplanning als horlogemakersstadjes.
Wandelaars en fietsers (mountainbike) kunnen gebruikmaken van vele uitgezette excursies. Het gebied is heuvelachtig, maar in de vele omliggende dalen zijn ook tochten zonder veel hoogteverschillen mogelijk. De Franches-Montagnes, in het ten noorden liggende kanton de Jura, staat bekend om zijn paarden en zijn dennenbomen.
Langlaufen is de belangrijkste sportbezigheid in de winter; er zijn tientallen kilometer langlaufpaden, waarvan een gedeelte verlicht. Daarnaast beschikt La Chaux-de-Fonds over een skilift (teleski, Chapeau rable). In de omgeving zijn er meer skimogelijkheden.
De Tour Espacité is een toren, die op 65 meter hoogte een mooi uitzicht biedt. Daarnaast vindt men uitzichtpunten op de La Vue des Alpes, een pas op 1.283 m hoogte, en Tête de Ran met uitzicht op het Meer van Neuchâtel en de Alpen, de Roches du Moron en de Creux du Van.

## Geboren
- Fritz Courvoisier (1799-1854), militair, politicus en horlogemaker
- Aimé Humbert-Droz (1819-1900), onderwijzer, reiziger, etnograaf, rector en politicus
- Jean Geiser (1848-1923), fotograaf
- Jules Jacot-Guillarmod (1868-1925), arts, alpinist en fotograaf
- Jeanne Vuilliomenet-Challandes (1870-1938), feministe en journaliste
- Louis Chevrolet (1878-1941), Amerikaans autorijder en automaker
- Blaise Cendrars (1887-1961), Frans schrijver en dichter
- Le Corbusier (Charles-Édouard Jeanneret) (1887-1965), Zwitsers-Frans architect
- Eugène Ryter (1890-1973), gewichtheffer, Olympisch medaillewinnaar
- Eugénie Droz (1893-1976), uitgeefster
- François Barraud (1899-1934), kunstschilder
- Adrienne von Speyr (1902-1967), arts, mystica en auteur
- Valentine Lenoir-Degoumois (1920-2000), juriste en hooglerares
- Charles Antenen (1929-2000), voetballer
- Willy Kernen (1929-2009), voetballer
- Magali Messmer (1971-), triatlete
- Leonardo Piepoli (1971-), Italiaans wielrenner
- Cédric El-Idrissi (1977-), atleet
- Olivia Nobs (1982-), snowboardster
- Sabrina Jaquet (1987-), badmintonster
- Nicolas D'Incau (1988-), amateurgolfer
- Alexandre Mercier (1990-), wielrenner

## Overleden
- Marie Gaulis (1965-2019), Zwitsers-Franse schrijfster, dichteres en vertaalster